# اليمن في الألعاب الآسيوية 2006
شارك اليمن في دورة الألعاب الآسيوية 2006 التي أقيمت في الدوحة، قطر بإجمالي 24 رياضي (24 ذكور، 0 إناث) في ست رياضات مختلفة.

## الحاصلون على الميداليات
| ميدالية | اسم         | رياضة  | حدث               | تاريخ |
| ------- | ----------- | ------ | ----------------- | ----- |
| برونزية | ناجي الأشول | الووشو | ساندا رجال 52 كغم | 14    |